# Moulins-la-Marche
Moulins-la-Marche – miejscowość i gmina we Francji, w regionie Normandia, w departamencie Orne.
Według danych na rok 1990 gminę zamieszkiwało 816 osób, a gęstość zaludnienia wynosiła 62 osoby/km² (wśród 1815 gmin Dolnej Normandii Moulins-la-Marche plasuje się na 281. miejscu pod względem liczby ludności, natomiast pod względem powierzchni na miejscu 315.).